# Pavlínov
Pavlínov (dříve Pavlnov nebo Pavelnov, německy Pawlinau) je obec v okrese Žďár nad Sázavou v kraji Vysočina. Leží 10 km západně od Velkého Meziříčí a 20 km východně od Jihlavy. Žije zde 274 obyvatel. Kromě Pavlínova je území obce tvořeno i katastrálním územím Na Pouštích.
Sousedními obcemi sídla jsou Otín, Svatoslav, Kamenice, Chlumek a Horní Radslavice.

## Historie
První písemná zmínka o obci pochází z roku 1479.

## Obyvatelstvo
|        | 2012 | 2013 | 2014 | 2015 | 2016 | 2017 | 2018 | 2019 | 2020 |
| ------ | ---- | ---- | ---- | ---- | ---- | ---- | ---- | ---- | ---- |
| Muži   | 104  | 105  | 109  | 109  | 107  | 95   | 105  | 105  | 104  |
| ženy   | 103  | 103  | 102  | 100  | 99   | 106  | 100  | 100  | 99   |
| děti   | 42   | 45   | 42   | 42   | 40   | 46   | 52   | 50   | 49   |
| celkem | 249  | 253  | 253  | 251  | 246  | 247  | 257  | 255  | 252  |

| Rok            | 1869 | 1880 | 1890 | 1900 | 1910 | 1921 | 1930 | 1950 | 1961 | 1970 | 1980 | 1991 | 2001 | 2006 | 2013 | 2020 |
| Počet obyvatel | 350  | 377  | 398  | 407  | 376  | 379  | 372  | 264  | 296  | 290  | 298  | 277  | 245  | 255  | 252  | 252  |

## Školství
- Základní škola Pavlínov

## Organizace a spolky
- SDH Pavlínov
- Myslivecké sdružení Pavlínov – Stránecká Zhoř
- Tělovýchovná jednota

## Galerie

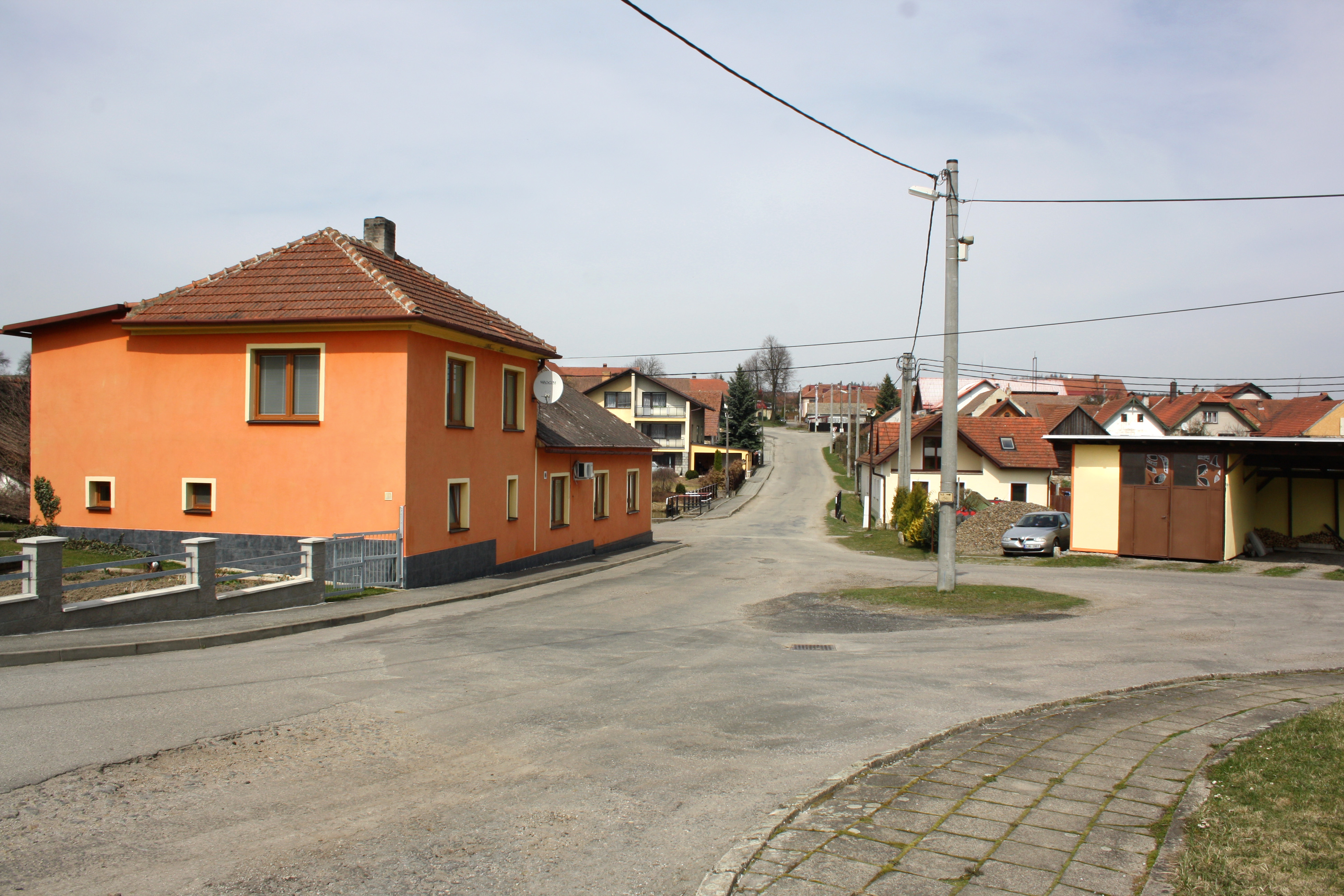
Jižní náves
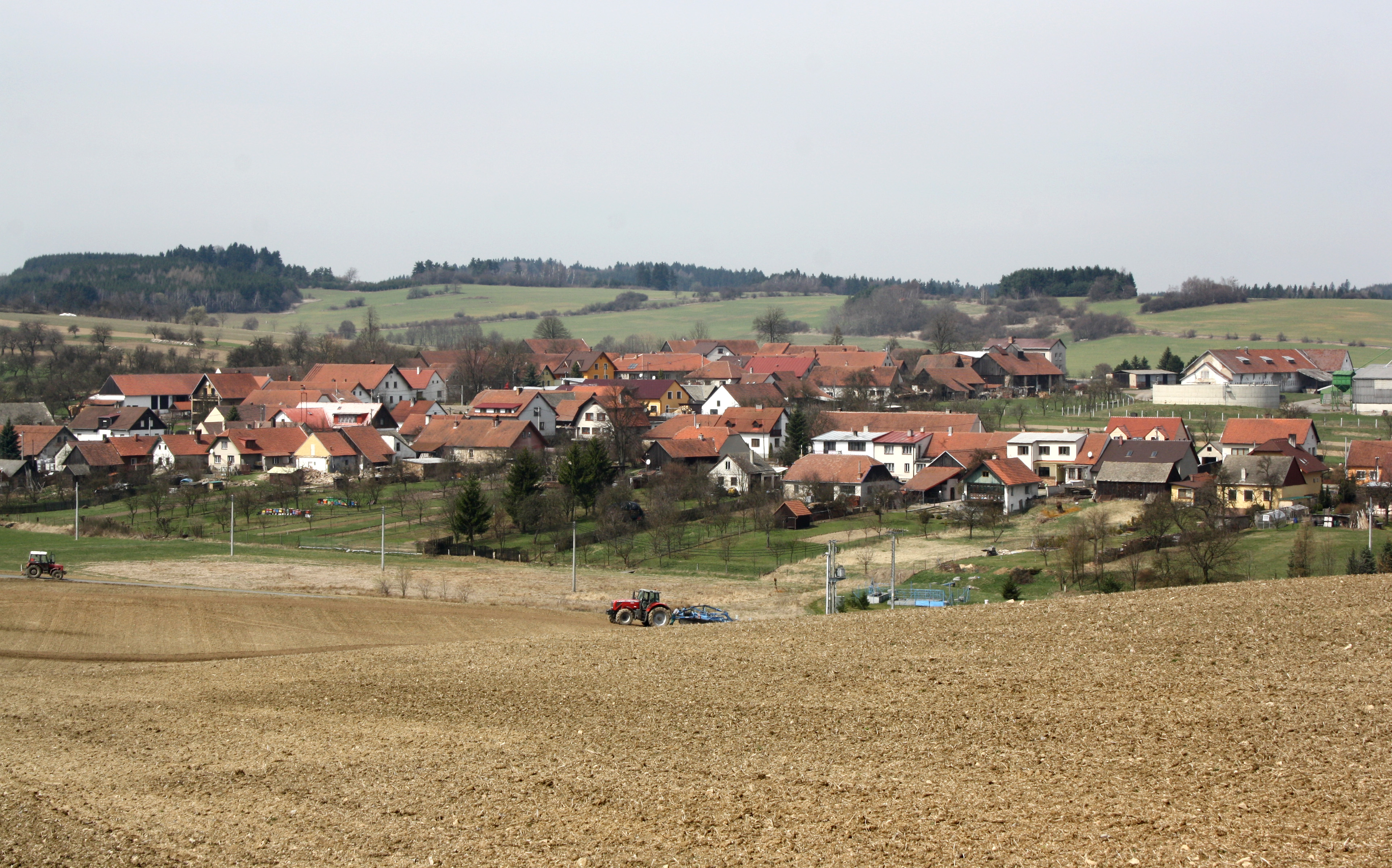
Severní část Pavlínova
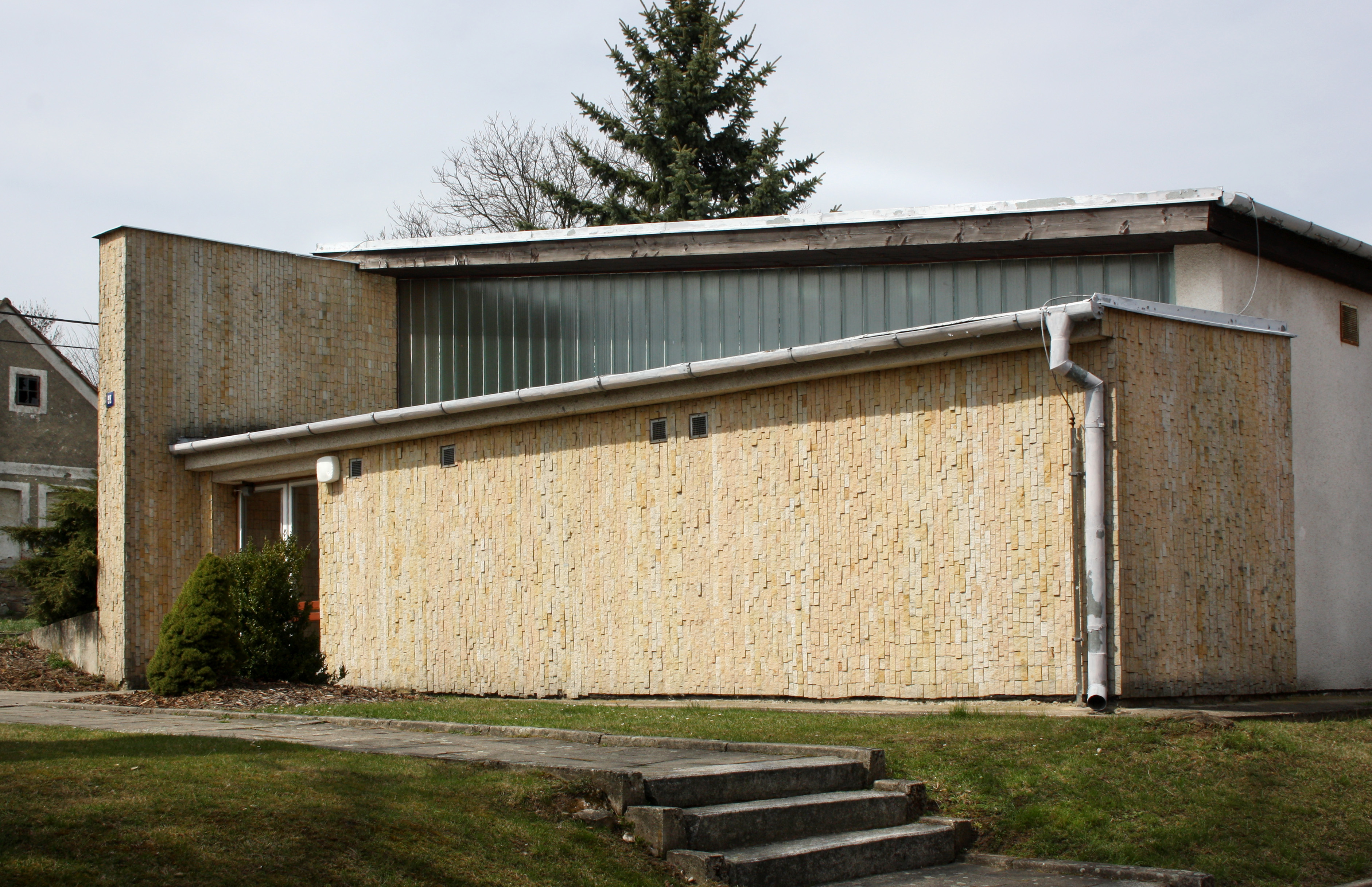
Kulturní středisko
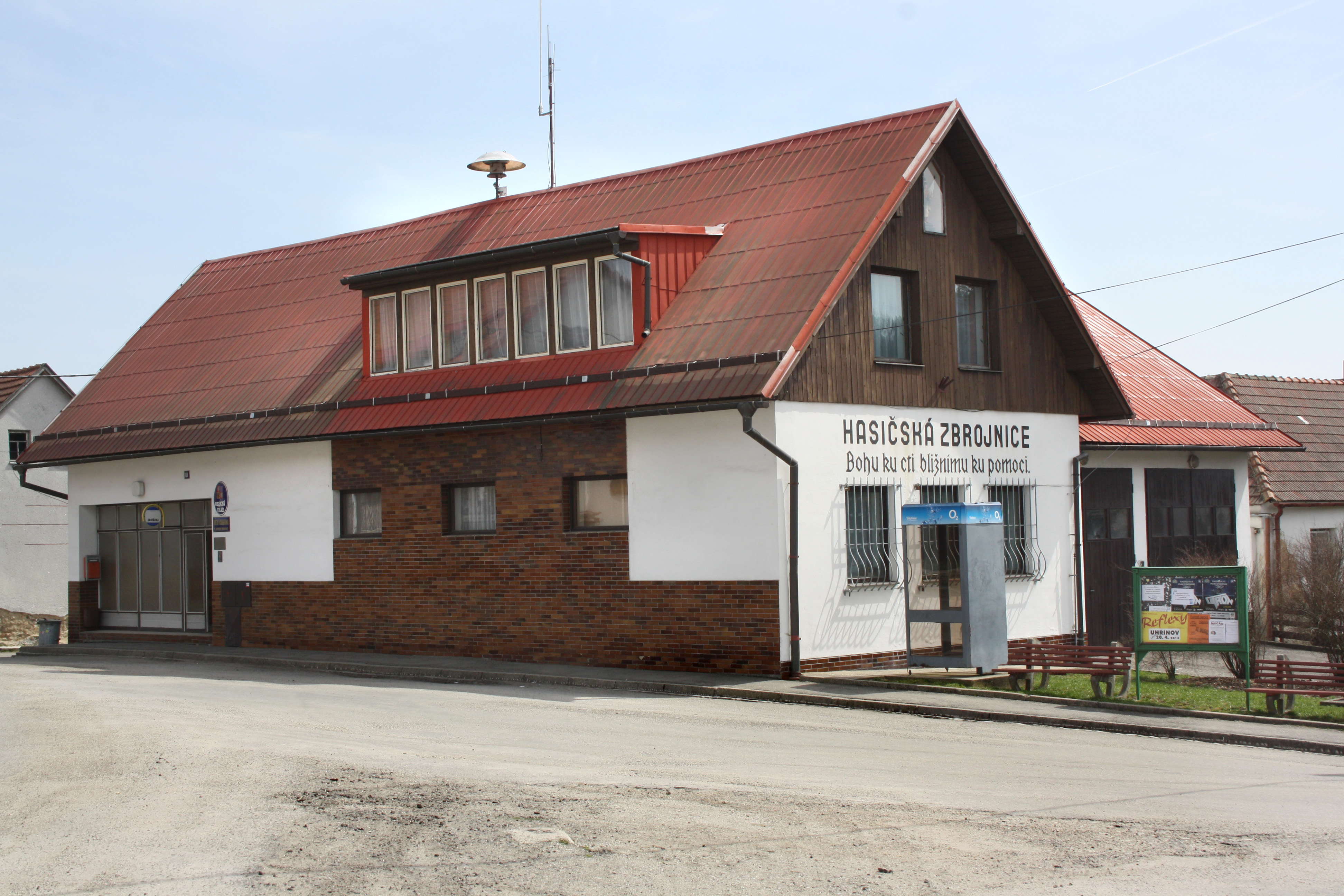
Obecní úřad s hasičskou zbrojnicí